# Smicridea minuscula
Smicridea minuscula är en nattsländeart som beskrevs av Oliver S. Flint Jr. 1973. Smicridea minuscula ingår i släktet Smicridea och familjen ryssjenattsländor. Inga underarter finns listade i Catalogue of Life.